# Jan II. Osvětimský
Jan II. Osvětimský (kolem 1330 – 1376) byl osvětimský kníže panující v letech 1372 až 1376. Pocházel z dynastie slezských Piastovců, byl synem osvětimského knížete Jana I. Scholastika a jeho manželky neznámého jména.

## Život
Roku 1372 potvrdil český král Václav IV. Jana jako osvětimského knížete, ale jeho příbuzný, těšínský kníže Přemysl I. Nošák, si vymohl dohodu, podle které by v případě, že by Jan (či jeho potomci) zemřel bez dědiců, připadlo Osvětimské knížectví těšínským knížatům. Po smrti Janova stejnojmenného syna roku 1405 se tak i stalo.

## Manželství a potomci
Kníže Jan se oženil s Hedvikou, dcerou břežského knížete Ludvíka I. S ní měl tři děti:
- Jan III. Osvětimský († 1405), osvětimský kníže
- Anna Osvětimská († 1440/41), manželka Půty II. z Častolovic a Alexandra Litevského
- Kateřina Osvětimská († po 5. listopadu 1403), paní Hlivic